# Adenosina
La adenosina es un nucleósido formado de la unión de la adenina con un anillo de ribosa (también conocido como ribofuranosa) a través de un enlace glucosídico β-N9. Es una purina endógena sintetizada de la degradación de aminoácidos como metionina, treonina, valina e isoleucina así como de AMP.

## Historia
Su historia se remonta a 1899, cuando Albrecht Kossel, un bioquímico alemán, la aisló por primera vez a partir del tejido muscular. En ese momento, poco se sabía sobre su función, pero su estructura única despertó la curiosidad de los investigadores.
Las primeras pistas sobre el papel fundamental de la adenosina llegaron en la década de 1920, cuando se descubrió que era un componente esencial del ATP (adenosín trifosfato), la "moneda energética" de las células. El ATP almacena y libera energía, impulsando una gran cantidad de procesos biológicos. Este descubrimiento catapultó a la adenosina al centro de la investigación bioquímica, revelando su papel crucial en la vida misma.
A medida que avanzaba el siglo XX, se desvelaron más capas de la historia de la adenosina. Se descubrió que actuaba como mensajero químico en el sistema nervioso, regulando la actividad neuronal y contribuyendo a funciones como el sueño, la cognición y el dolor. Además, se encontró que desempeñaba un papel importante en la regulación del flujo sanguíneo y la función cardíaca.
La comprensión de la adenosina condujo al desarrollo de medicamentos innovadores. En la década de 1970, se sintetiza la adenosina intravenosa para tratar la taquicardia supraventricular, una condición caracterizada por latidos cardíacos rápidos y anormales.

## Descripción
La adenosina tiene una importante función en procesos bioquímicos, tales como la transferencia de energía, en la forma de ATP y ADP, así como transductor de señal en la forma de adenosín monofosfato cíclico o AMPc.
La adenosina desempeña un importante papel como neuromodulador en el sistema nervioso central, a través de la interacción con sus receptores A1, A2A, A2B, y A3, ampliamente distribuidos en los tejidos del cuerpo produciendo vasodilatación, broncoconstricción, inmunosupresión y demás.
También tiene efectos sedantes e inhibitorios sobre la actividad neuronal. La cafeína disminuye el sueño precisamente por el bloqueo del receptor de adenosina. La adenosina aumenta el sueño sin movimientos oculares rápidos (NREM) (sobre todo en el estadio IV) y también en el sueño de movimientos oculares rápidos (REM). Cuando se aplica un inhibidor de la desaminasa de adenosina (desoxicoformicina) se incrementa el NMOR. Se observó el mismo efecto con el precursor de la adenosina, el S-Adenosil L-homocisteína.

## Farmacocinética
Ver Farmacocinética

### Vías de administración
Ver Vias de administración de fármacos
La adenosina se administra principalmente por vía intravenosa. La ruta normal es a través de una perfusión periférica (IV) o, en situaciones especiales, mediante administración venosa central en unidades de cuidados intensivos o coronarios. La inyección de adenosina debe realizarse rápidamente (1-2 segundos), seguida de un lavado rápido con solución salina.

### Metabolismo y metabolitos
Ver Metabolismo
La adenosina es una molécula activa a nivel farmacológico, ya que el ATP se transforma rápidamente en adenosina cuando se administra externamente. Estos fármacos logran su efecto farmacológico en menos de treinta segundos después de su administración intravenosa. La velocidad de acción depende de la vía de administración utilizada, ya sea periférica o central, siendo esta última la más rápida. La semivida plasmática de ambos fármacos puede ser menor a diez segundos, ya que es rápidamente captada y metabolizada por las células sanguíneas y endoteliales vasculares, lo que dificulta la realización de estudios farmacocinéticos convencionales y la monitorización de sus niveles plasmáticos debido a su corta semivida. La adenosina se metaboliza principalmente en inosina y luego en hipoxantina. Además, la adenosina sufre fosforilaciones hasta AMP. Treinta segundos después de la administración intravenosa, la adenosina se elimina por completo del plasma. Esta corta semivida condiciona que la duración del efecto de la adenosina sea de aproximadamente diez segundos. Como resultado de su rápido metabolismo celular y corta semivida plasmática, no se requiere ajuste de dosis en casos de insuficiencia renal y hepática. Una de las diferencias entre estas dos moléculas es su estabilidad en solución.

### Excreción
Ver Eliminación (farmacología)
La excreción de la adenosina ocurre principalmente a través de los riñones, siendo expulsada en forma de ácido úrico o metabolitos como inosina y hipoxantina. Cabe resaltar que al tener una acción de corto tiempo su eliminación también es rápida.

## Farmacodinamia
Ver Farmacodinamia.

### Mecanismo de Acción
La adenosina actúa como agonista en los receptores de adenosina A1 y A2 de la superficie celular, debido a la baja duración del efecto (10 a 30 segundos) solamente actúa en el sistema cardiovascular alterando la actividad eléctrica del corazón y promoviendo la vasodilatación.
Cuando la adenosina se une al receptor A1 en el corazón, produce efectos electrofisiológicos que ralentizan la conducción auriculoventricular. Esto significa que la adenosina puede disminuir la velocidad con la que los impulsos eléctricos se transmiten desde las aurículas hasta los ventrículos del corazón. Como resultado de este efecto, la adenosina provoca un bloqueo cardíaco, generando una interrupción en la transmisión normal de los impulsos eléctricos en el corazón generando una disminución en la frecuencia cardíaca y a una reducción en la fuerza de contracción del corazón.

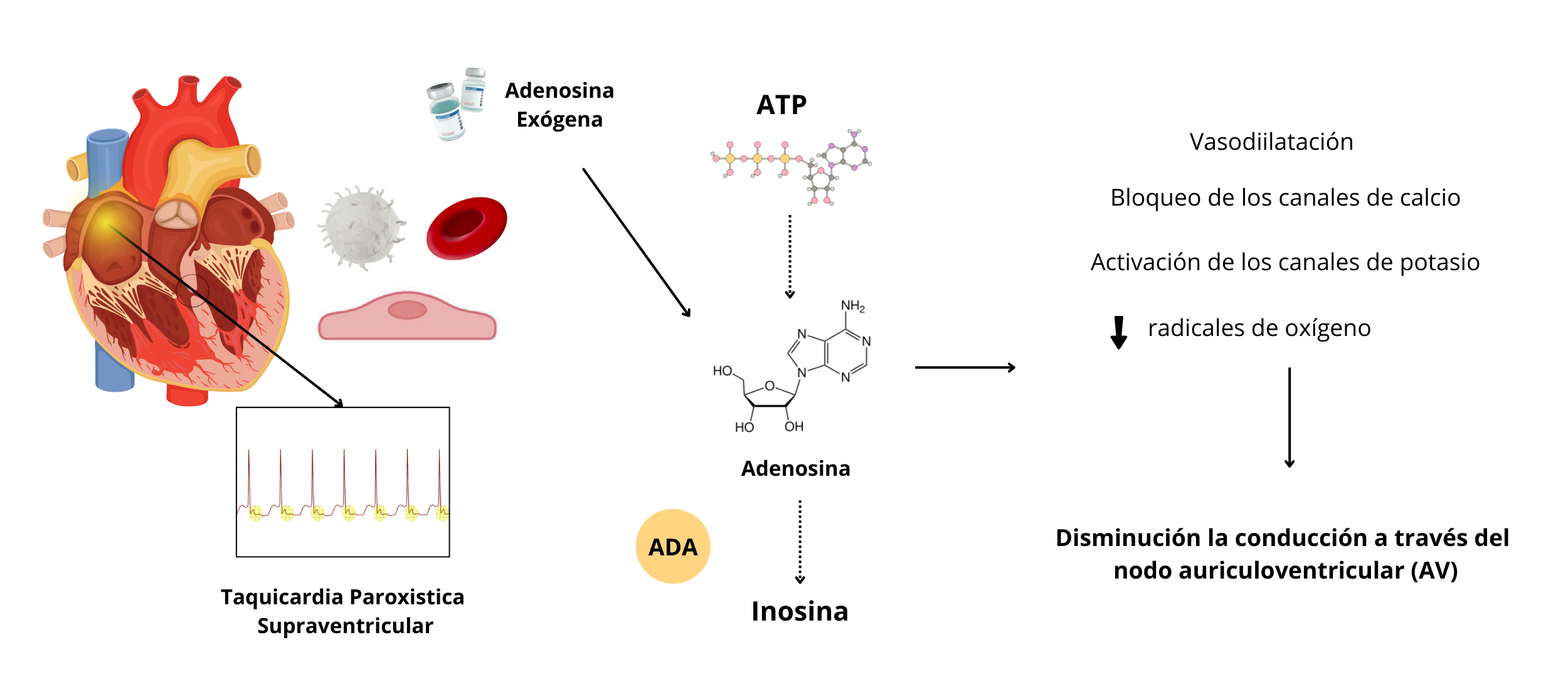
La imagen representa el mecanismo de acción de la adenosina exógena en el tratamiento de la taquicardia paroxística supraventricular (TPSV).

Por otro lado, la adenosina también actúa sobre el receptor A2 de la membrana celular, lo que lleva a un aumento del vasodilatador AMPc. Sin embargo, la acción de la adenosina sobre este receptor es inhibida tanto por la cafeína como por la teofilina. En las arterias coronarias sanas, la respuesta vasodilatadora al incremento de AMPc provocado por una infusión estándar de adenosina resulta en un aumento de cuatro a cinco veces en el flujo sanguíneo coronario. La respuesta hemodinámica típica es un nivel de aumento en la frecuencia cardíaca debido a la vasodilatación periférica inducida, junto con una ligera disminución.

### Interacciones
Ver Interacción farmacológica
| Medicamento o Sustancia                                      | Interacción                                                            | Mecanismo                                                                                    | Severidad |
| Dipiridamol                                                  | Potenciación del efecto antiarrítmico de la adenosina                  | Inhibición de la recaptación de adenosina                                                    | Moderada  |
| Aminofilina, Teofilina y otras Xantinas                      | Antagonismo del efecto antiarrítmico de la adenosina                   | Competencia por los receptores de adenosina                                                  | Moderada  |
| Bloqueadores beta-adrenérgicos                               | Potenciación del efecto cardiodepresor de la adenosina                 | Disminución de la frecuencia cardíaca y la contractilidad miocárdica                         | Moderada  |
| Diuréticos                                                   | Potenciación del efecto hipotensor de la adenosina                     | Disminución del volumen sanguíneo y aumento de la sensibilidad a la adenosina                | Moderada  |
| Inhibidores de la angiotensina convertidora de enzima (IECA) | Potenciación del efecto hipotensor de la adenosina                     | Disminución de la resistencia vascular sistémica y aumento de la sensibilidad a la adenosina | Moderada  |
| Bloqueadores de los canales de calcio                        | Potenciación del efecto cardiodepresor de la adenosina                 | Disminución de la frecuencia cardíaca y la contractilidad miocárdica                         | Moderada  |
| Digitálicos                                                  | Aumento del riesgo de bloqueo auriculoventricular                      | Alteración de la conducción auriculoventricular                                              | Moderada  |
| Verapamilo                                                   | Aumento del riesgo de bloqueo auriculoventricular                      | Alteración de la conducción auriculoventricular                                              | Moderada  |
| Diltiazem                                                    | Aumento del riesgo de bloqueo auriculoventricular                      | Alteración de la conducción auriculoventricular                                              | Moderada  |
| Adenosina A2a agonistas                                      | Potenciación del efecto hipotensor y broncoespasmódico de la adenosina | Activación sinérgica de los receptores de adenosina A2a                                      | Moderada  |
| Metilxantinas                                                | Antagonismo del efecto antiarrítmico de la adenosina                   | Competencia por los receptores de adenosina                                                  | Moderada  |
| Teofilina                                                    | Antagonismo del efecto antiarrítmico de la adenosina                   | Competencia por los receptores de adenosina                                                  | Moderada  |

## Uso clínico

### Indicaciones
Indicación terapéutica
Taquicardia paroxística supraventricular de complejos anchos o estrechos
La adenosina actúa principalmente bloqueando el nódulo auriculoventricular , estructura que regula el paso de la señal eléctrica entre las aurículas y los ventrículos. Su efecto se basa en dos mecanismos fundamentales: Disminución de la conducción AV: La adenosina enlentece la velocidad a la que la señal eléctrica se propaga a través del nódulo AV. Esto ayuda a interrumpir los circuitos de reentrada, que son los responsables del ritmo cardíaco acelerado en la TPSV (Taquicardia paroxística supraventricular). y Efecto auriculotrópico negativo: La adenosina también reduce la frecuencia de la contracción auricular, lo que contribuye a disminuir la frecuencia cardíaca general y a controlar la TPSV.
Indicación diagnostica
Prueba de provocación de adenosina en el síndrome de Wolff-Parkinson-White (WPW)
La adenosina bloquea temporalmente la conducción a través del nodo auriculoventricular (AV), el punto de control normal de la señal eléctrica entre las aurículas y los ventrículos. Haciendo que se pueda visualizar la vía accesoria del síndrome WPW. Generando una disminución transitoria de la velocidad de conducción auriculo-ventricular que facilita el análisis de la actividad auricular en el curso de los registros electrocardiográficos.
Pruebas de esfuerzo cardíaco
La adenosina se encarga de  dilatar las arterias coronarias y aumentar el flujo sanguíneo al músculo cardíaco para permitir  evaluar si hay áreas del corazón que no reciben suficiente flujo sanguíneo y poder realizar un diagnóstico oportuno.

## Efectos Adversos
Ver Reacción adversa a medicamento
| Clasificación por Sistema Corporal | Reacción Adversa                                                              | Frecuencia      |
| Cardiovascular                     | Bradicardia                                                                   | Frecuente       |
|                                    | Bloqueo auriculoventricular (primer, segundo o tercer grado)                  | Menos frecuente |
|                                    | Hipotensión                                                                   | Menos frecuente |
|                                    | Dolor torácico                                                                | Menos frecuente |
|                                    | Palpitaciones                                                                 | Menos frecuente |
| Respiratorio                       | Broncoespasmo (en pacientes con asma)                                         | Menos frecuente |
| Sistema Nervioso                   | Cefalea                                                                       | Frecuente       |
|                                    | Mareos                                                                        | Frecuente       |
|                                    | Vértigo                                                                       | Frecuente       |
|                                    | Somnolencia                                                                   | Menos frecuente |
|                                    | Inquietud                                                                     | Menos frecuente |
| Gastrointestinal                   | Náuseas                                                                       | Frecuente       |
|                                    | Vómitos                                                                       | Frecuente       |
|                                    | Molestias abdominales                                                         | Menos frecuente |
| General                            | Rubor facial                                                                  | Frecuente       |
|                                    | Dolor en el sitio de inyección                                                | Menos frecuente |
|                                    | Reacciones alérgicas (hinchazón facial, urticaria, angioedema, broncoespasmo) | Rara            |

## Dosis
Dosis inicial: 6 mg administrados bajo la forma de un bolo intravenoso (inyección en 2 s).
Segunda dosis: en el caso de que la primera dosis no detenga la taquicardia supraventricular en torno los 3 a 5 min,se administrarán entonces, en una dosis de 12 mg y forma de un bolo intravenoso.
Una vez se instilen los 6 mg de adenosina en la primera dosis o los 12 mg en la segunda dosis,se recomienda que se irrigue la línea normal con salina (0.9 % NSS) para que el medicamento no tarde en alcanzar la circulación coronaria.
La dosificación recomendada puede ser aumentada para pacientes que estén tomando ciertos medicamentos que previenen la acción de la adenosina (véase Interacciones), o bien una dosificación disminuida para pacientes que tomen medicamentos que potencien la acción de la adenosina, como el Diazepam (Valium). La dosis recomendada se reduce a la mitad en pacientes con insuficiencia cardíaca, infarto agudo de miocardio, shock, hipoxia, insuficiencia renal o hepática y en pacientes ancianos

## Presentaciones
- Solución inyectable: La presentación más común de la adenosina es una solución inyectable que contiene el fármaco disuelto en agua estéril. Esta solución se administra por vía intravenosa o intraarterial.
- Ampolla: La adenosina también está disponible en ampollas, que contienen una dosis pre-medido del fármaco en polvo liofilizado. El polvo se reconstituye con agua estéril antes de su administración intravenosa.
- Jeringa precargada: La adenosina se presenta en jeringas precargadas que contienen el fármaco disuelto listo para su administración intravenosa.

## Contraindicaciones
La adenosina está contraindicada en las siguientes situaciones:
- Asma [10]
- Enfermedades pulmonares.
- Enfermedad del nodo.
- Bloqueo AV de segundo y tercer grado.[11]
- Disfunción sinoauricular.
- Hipersensibilidad conocida a la adenosina.
- Bradicardia sintomática.
- Diátesis hemorrágica.

## Precauciones
La adenosina debe usarse con precaución en las siguientes situaciones:
- Fibrilación o un aleteo auricular asociado con una vía de conducción accesoria.
- QT prolongado de cualquier origen.
- Enfermedad pulmonar obstructiva crónica (EPOC)
- Enfermedad hepática
- Enfermedad renal
- Hipertensión arterial
- Depresión respiratoria